# Readiness-Code

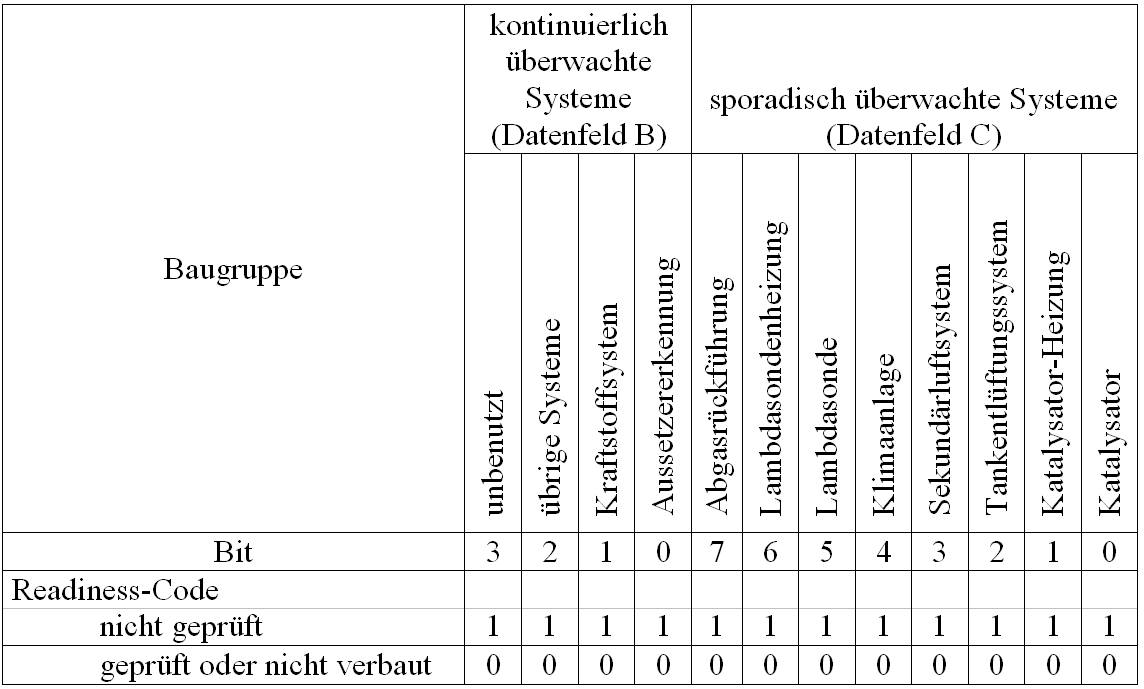
Übersicht

Readiness-Code (englisch für „Bereitschaftscode“) oder Prüfbereitschaftstest ist Bestandteil der Motorelektronik bei allen Fahrzeugen mit standardisierter OBD.
Der Code kommt in OBD Mode 01h (oder OBD Service 01h), PID 01h in den Bytes B, C, und D beim Auslesen zurück.
Nicht alle abgasrelevanten Baugruppen eines Fahrzeuges können unter jeder Betriebs- bzw. Fahrbedingung überwacht werden. Der Readiness-Code besteht aus einem Binärcode mit 12 Stellen. Die 12. Stelle (Bit B3) bietet die Unterscheidung, ob es sich um einen Fremdzündungsmotor handelt (Positive Ignition = Otto-Motor,  Wankelmotor, kodiert als B3=0) oder einen Selbstzündungsmotor (CI = Compression Ignition: Dieselmotor, kodiert als B3=1). Die anderen 11 Bits setzen sich aus 3 Bits (Byte B) und 8 Bits (Byte D) zusammen.
Eine „0“ steht für Baugruppe geprüft oder nicht verbaut und eine „1“ für noch nicht geprüft.
Folgende Baugruppen sind in den Readiness-Code eines Ottomotors (PI) eingebunden:
Byte B:
- Aussetzererkennung (Erkennung von Zündaussetzern, Fehlzündungen in den Zylindern)
- Kraftstoffsystem
- übrige Systeme

Bytes C+D:
- Katalysator(en)
- beheizte Katalysator(en)/Katalysatorheizung(en)
- Tankentlüftungssystem/Kraftstoffverdunstungssystem
- Sekundärluftsystem(e)
- Klimaanlagensystem
- Lambdasonde(n)
- Lambdasondenheizung(en)
- Abgasrückführung(en) und Ventilverstellung(en)

Folgende Baugruppen sind in den Readiness-Code eines Dieselmotors (CI) eingebunden:
Byte B:
- Aussetzererkennung (Erkennung von Fehlzündungen in den Zylindern)
- Kraftstoffsystem
- übrige Systeme

Bytes C+D:
- Oxidations-Katalysator(en)
- Stickoxid-Abgasnachbehandlung(en) - NOx-Speicherkatalasyator oder SCR-System
- [Reserviert]
- Ladedrucksystem(e)
- [Reserviert]
- Abgassensoren
- Dieselpartikelfilter
- Abgasrückführung(en) und Ventilverstellung(en)

Die Mehrzahl in den Komponenten kommt z. B. zum Tragen bei Motoren mit mehreren Zylinderbänken. Dann kann es auch mehrere Katalysatoren oder Turbolader geben, wenn diese den einzelnen Zylinderbänken zugeordnet sind.
Der Readiness-Code kann mit einem geeigneten Gerät („Diagnose-Tester“ oder Fahrzeugdiagnosesystem) ausgelesen werden und dient dazu zu erkennen, ob alle Routinen der Überwachung der abgasrelevanten des Fahrzeuges im Rahmen der OBD durchgelaufen sind und damit bereits die Chance hatten, Diagnostic Trouble Codes (DTCs) zu setzen. Die Abfrage des Readiness-Codes ist Bestandteil der Untersuchung des Motormanagements und Abgasreinigungssystems an einem Fahrzeug mit OBD. Danach folgt zwingend die Abfrage der DTCs als Ergebnisse dieser Onbord-Überwachungsroutinen.